# Мозамбік на Чемпіонаті світу з водних видів спорту 2015
Мозамбік взяв участь у Чемпіонаті світу з водних видів спорту 2015, який пройшов у Казані (Росія) від 24 липня до 9 серпня.

## Плавання
Мозамбіцькі плавці виконали кваліфікаційні нормативи в дисциплінах, які наведено в таблиці (не більш як 2 плавці на одну дисципліну за часом нормативу A, і не більш як 1 плавець на одну дисципліну за часом нормативу B):
Чоловіки
| Спортсмен         | Дисципліна           | Попередній заплив | Попередній заплив | Півфінал        | Півфінал        | Фінал           | Фінал           |
| Спортсмен         | Дисципліна           | Час               | Місце             | Час             | Місце           | Час             | Місце           |
| ----------------- | -------------------- | ----------------- | ----------------- | --------------- | --------------- | --------------- | --------------- |
| Денілсон да Кошта | 50 м вільним стилем  | 25,66             | 69                | Завершив виступ | Завершив виступ | Завершив виступ | Завершив виступ |
| Ігор Монь         | 100 м вільним стилем | 52,09             | 73                | Завершив виступ | Завершив виступ | Завершив виступ | Завершив виступ |
| Ігор Монь         | 200 м вільним стилем | 1:55,59           | 65                | Завершив виступ | Завершив виступ | Завершив виступ | Завершив виступ |

Жінки
| Спортсменка     | Дисципліна       | Попередній заплив | Попередній заплив | Півфінал         | Півфінал         | Фінал            | Фінал            |
| Спортсменка     | Дисципліна       | Час               | Місце             | Час              | Місце            | Час              | Місце            |
| --------------- | ---------------- | ----------------- | ----------------- | ---------------- | ---------------- | ---------------- | ---------------- |
| Джессіка Косса  | 50 м на спині    | 30,17             | 38                | Завершила виступ | Завершила виступ | Завершила виступ | Завершила виступ |
| Джессіка Косса  | 100 м на спині   | 1:04,96           | 48                | Завершила виступ | Завершила виступ | Завершила виступ | Завершила виступ |
| Янна Сонненщейн | 50 м батерфляєм  | 29,66             | 51                | Завершила виступ | Завершила виступ | Завершила виступ | Завершила виступ |
| Янна Сонненщейн | 100 м батерфляєм | 1:04,48           | 52                | Завершила виступ | Завершила виступ | Завершила виступ | Завершила виступ |

Змішаний
| Спортсмени                                                 | Дисципліна                           | Попередній заплив | Попередній заплив | Фінал            | Фінал            |
| Спортсмени                                                 | Дисципліна                           | Час               | Місце             | Час              | Місце            |
| ---------------------------------------------------------- | ------------------------------------ | ----------------- | ----------------- | ---------------- | ---------------- |
| Денілсон да Кошта Янна Сонненщейн Джессіка Косса Ігор Монь | Естафета 4x100 метрів вільним стилем | 3:47.60           | 22                | Завершили виступ | Завершили виступ |